# Anuta Paina
Anuta Paina es una isla de las Islas Salomón. Está ubicado en la provincia de Malaita, al este de Malaita.